# Franz Hoenen
Franz Hoenen SVD (* 1. November 1919 in Rocherath bei Lüttich; † 21. Dezember 1997 in Sankt Augustin) war erster römisch-katholischer Bischof der Diözese Kenge im Kongo. Nach seiner Resignation (freiwilliger Amtsverzicht) lebte er im Erzbistum Köln und vertrat des Öfteren die dortigen Weihbischöfe bei Firmungen.

## Leben
Franz Hoenen trat 1933 in das Missionshaus St. Josef der Steyler Missionare in Geilenkirchen ein und legte 1941 in Sankt Augustin seine ersten Ordensgelübde ab. Im Anschluss an seine Priesterweihe am 8. August 1948 in Teteringen (Niederlande) war er von 1949 bis 1951 als Missionar in Indien.
1951 ging Hoenen nach Zaire, dem damaligen Belgisch-Kongo. Am 6. Juli 1963 wurde er von Papst Paul VI. zum Bischof von Kenge/Zaire ernannt und empfing am 20. Oktober 1963 von Papst Paul VI. in Rom die Bischofsweihe. Mitkonsekratoren waren Kurienerzbischof Pietro Sigismondi und Erzbischof Sergio Pignedoli, der Apostolische Gesandte für West- und Zentralafrika. Vom Bischofsamt resignierte er am 25. April 1974 und übergab die Leitung der Diözese einem einheimischen Bischof.
Von 1974 bis 1977 war er für seinen Orden in Rom tätig, bevor er 1978 nach Sankt Augustin zurückkehrte und dort am Missionswissenschaftlichen Institut und der Ordenshochschule tätig wurde. Er ist auf dem dortigen Friedhof der Steyler Missionare begraben.